# Lasseube
Lasseube – miejscowość i gmina we Francji, w regionie Nowa Akwitania, w departamencie Pireneje Atlantyckie.
Według danych na rok 1990 gminę zamieszkiwały 1503 osoby, a gęstość zaludnienia wynosiła 31 osób/km² (wśród 2290 gmin Akwitanii Lasseube plasuje się na 281. miejscu pod względem liczby ludności, natomiast pod względem powierzchni na miejscu 125.).